# Castro (Chile)
Castro je obec a město, které se nachází na chilském ostrově Chiloé v provincii Chiloé v regionu Los Lagos. Jedná se o hlavní město provincie, město obývá přibližně 33 tisíc obyvatel. Castro leží asi 1200 km jižně od hlavního města, Santiaga a 130 km jihozápadně od regionálního centra Puerto Montt.

## Geografie
Castro se nachází na konci 20 km dlouhého zálivu Castro (Estero de Castro) na východním pobřeží ostrova v průměrné nadmořské výšce 130 m n. m..
Město leží v mírném oceánském podnebném pásmu, průměrná teplota se pohybuje okolo 11 °C a roční úhrn srážek činí 1830 mm. I když se jedná o relativně vysokou hodnotu, město leží ve srážkovém stínu hor Cordillera de la Costa a v porovnání s oblastmi orientovanými přímo k Tichému oceánu je relativně sušší.

## Historie
Město bylo založeno roku 1567 španělským conquistadorem Martínem Ruizem de Gamboa. V roce 1594 Castro obývalo 8000 osob, převážně zemědělců. Až do roku 1767 bylo Castro administrativním centrem celého ostrova, poté se středisko přesunulo do Ancudu na severu ostrova, zejména kvůli snadnější komunikaci s hlavním městem španělské kolonie v Limě v Peru. I po osamostatnění Chile zůstal hlavním městem Ancud. V roce 1837 bylo Castro poškozeno zemětřesením a na počátku 20. století zde žilo pouhých 1243 osob. V roce 1912 byla otevřena železniční trať do Ancudu, která urychlila rozvoj města. V roce 1960, kdy město zasáhlo Velké chilské zemětřesení a následná vlna tsunami, jej obývalo 7000 lidí. V roce 1982 se Castro stalo opětovně hlavním městem provincie.

## Pamětihodnosti

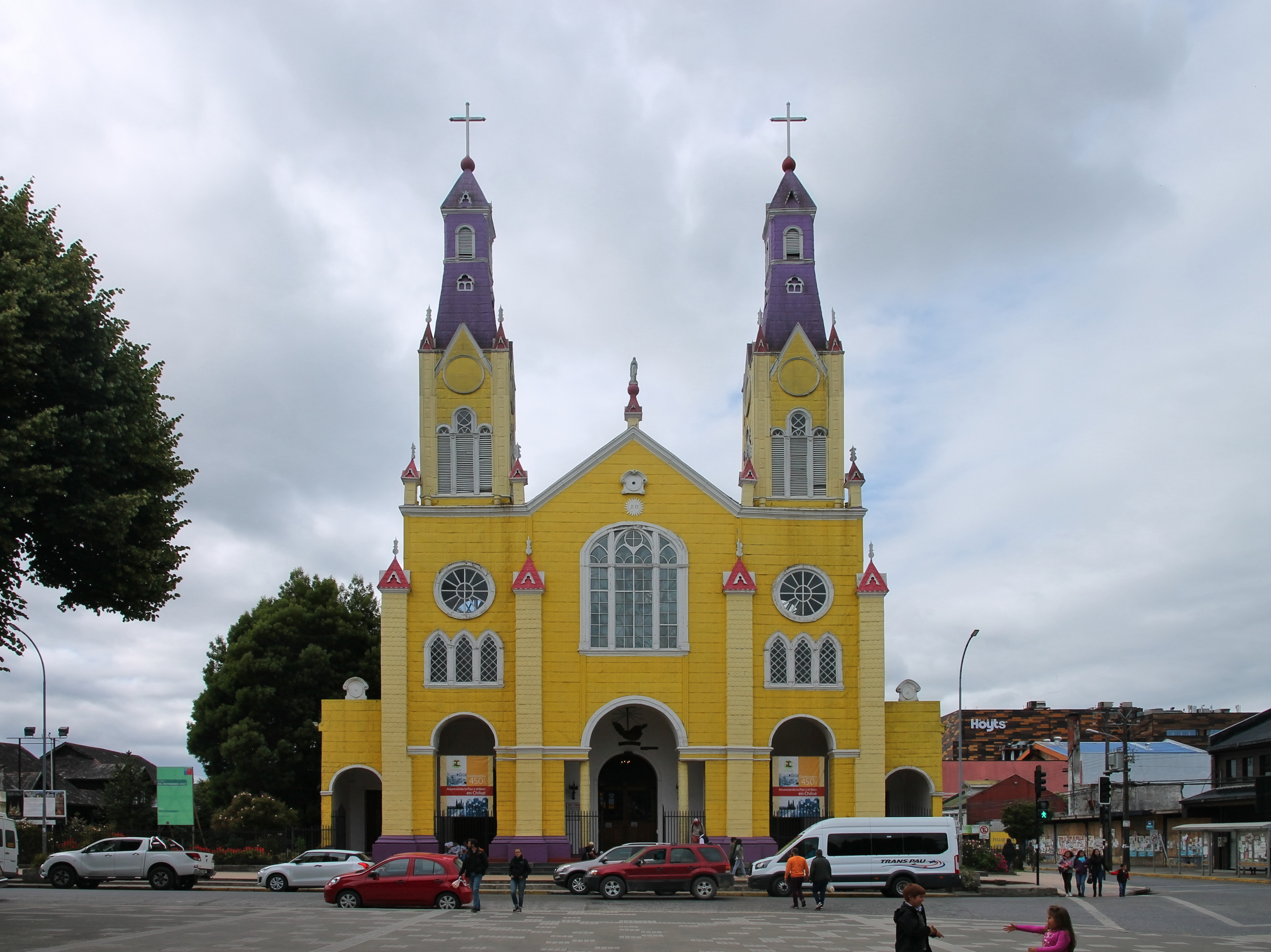
Kostel sv. Františka

V samotném centru města se na náměstí Plaza de Armas nachází kostel sv. Františka (španělsky Iglesia San Francisco de Castro), který je od roku 2001 památkou světového dědictví UNESCO v rámci souboru kostely na Chiloé. Další kostel se nachází ve vesnici Nercón, která administrativně ke Castru náleží.
Další místní zajímavostí jsou domy na kůlech, které se nacházejí zejména v okolí ústí řeky Gamboa. V Castru fungují dvě muzea: Museo Regional de Castro – regionální muzeum zaměřené na etnografii a archeologii – a Museo de Arte Moderno de Chiloé – muzeum moderního umění.

## Doprava
Do města vede přímo státní silnice č. 5 (Panamericana), která spojuje Castro s Quellónem na jihu a Ancudem na severu. Trajektem z Ancudu je možno pokračovat po dálnici do Puerto Monttu a Santiaga. V plánu je výstavba obchvatu města, protože rušná komunikace (zatížena zejména kamionovou dopravou přepravující ryby a mořské plody) vede přímo centem města. Dálkové autobusy spojují Castro s dalšími městy na ostrově a dále mj. s Puerto Monttem, Puerto Varasem, Valdivií, Temucem, Santiagem a Valparaísem. Místní přeprava je obstarávána 5 autobusovými linkami a pomocí kolektivního taxi.
Severozápadně od města (poblíž Dalcahue) leží letiště Mocopulli, na které od roku 2012 čtyřikrát týdně zajišťuje LATAM spojení se Santiagem. V Castru se nachází malý přístav pro rybářské a výletní lodě.
Železniční trať byla poškozena zemětřesením v roce 1960 a nebyla již nikdy obnovena.

## Fotogalerie

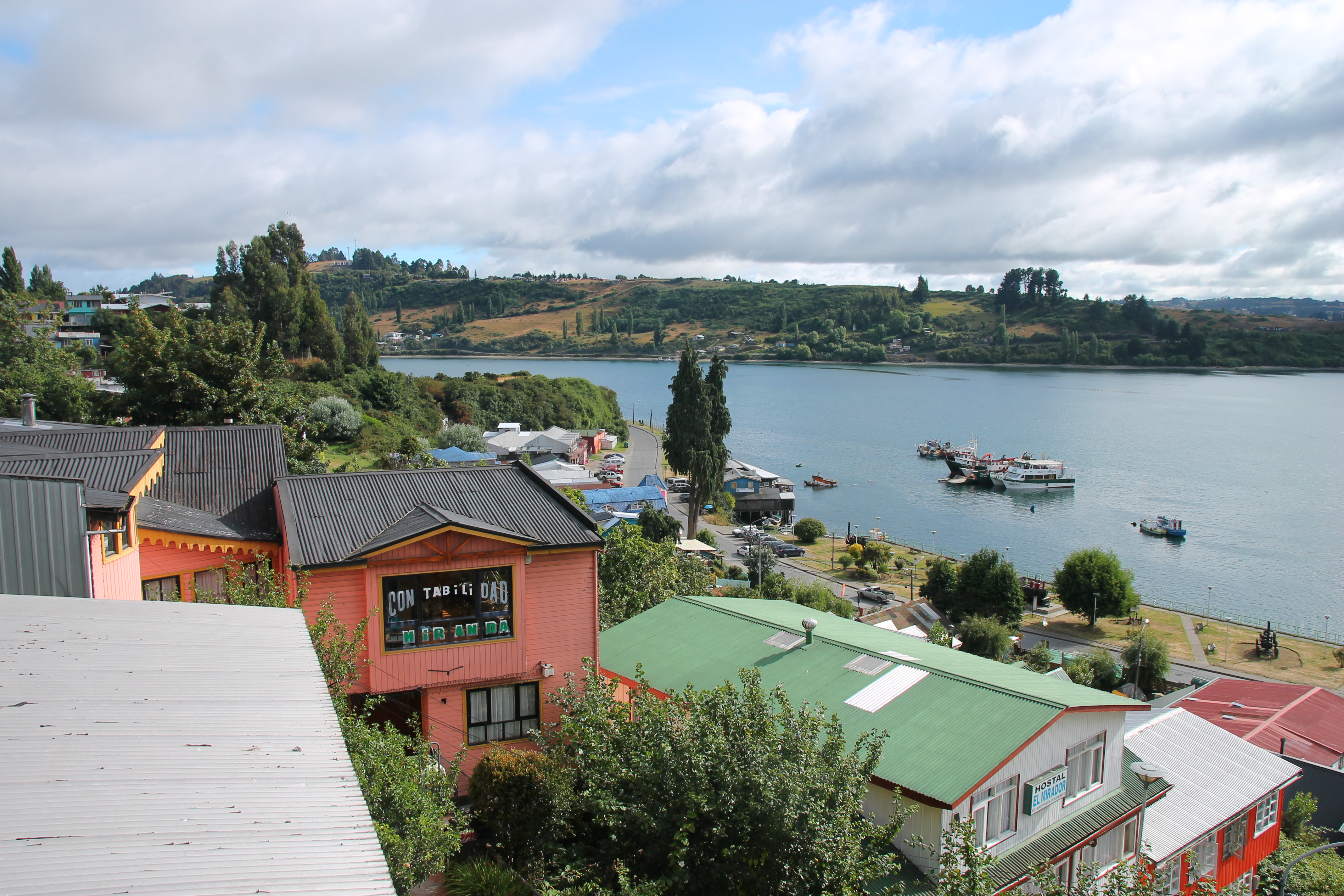
Výhled na zátoku a přístav
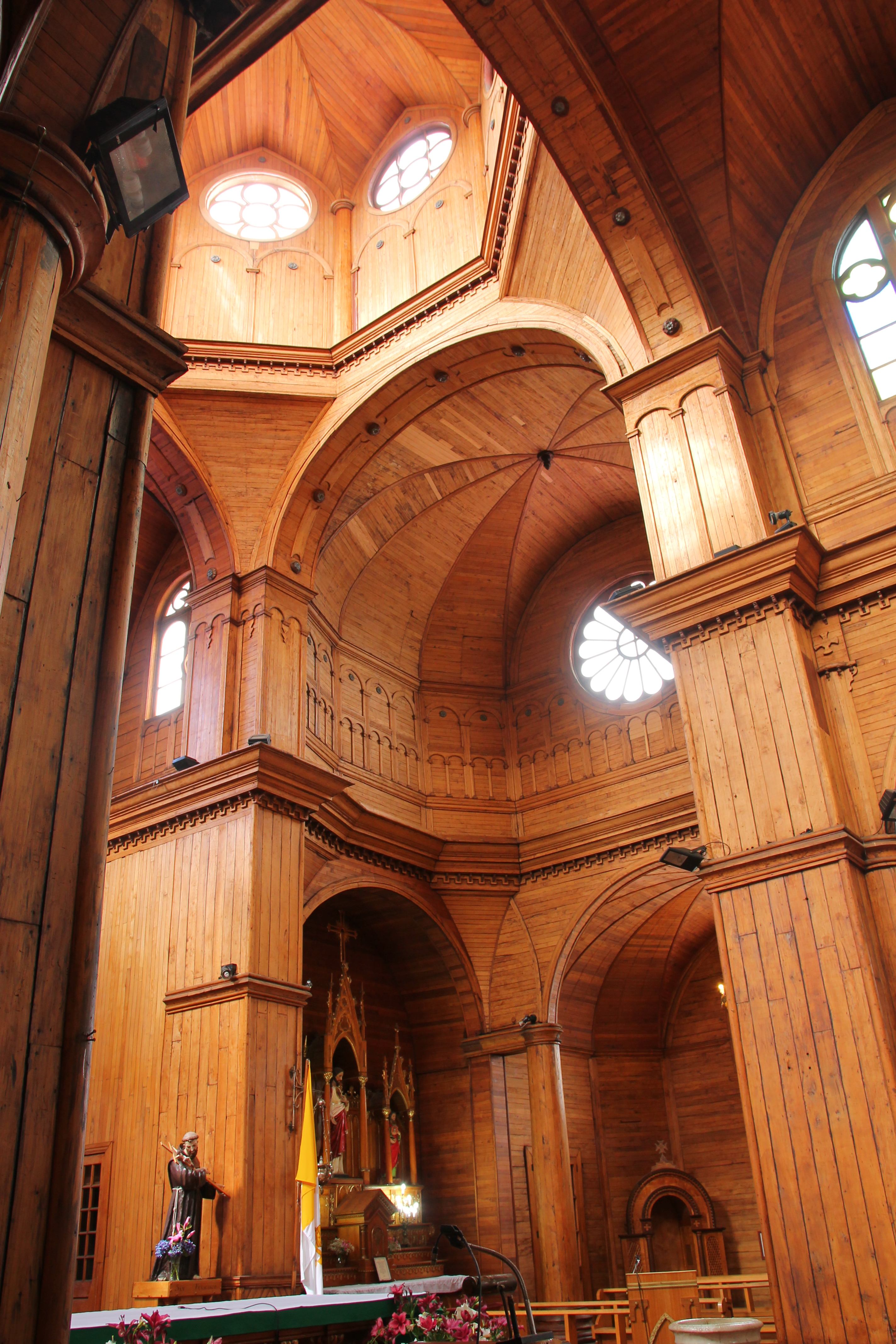
Interiér kostela sv. Františka
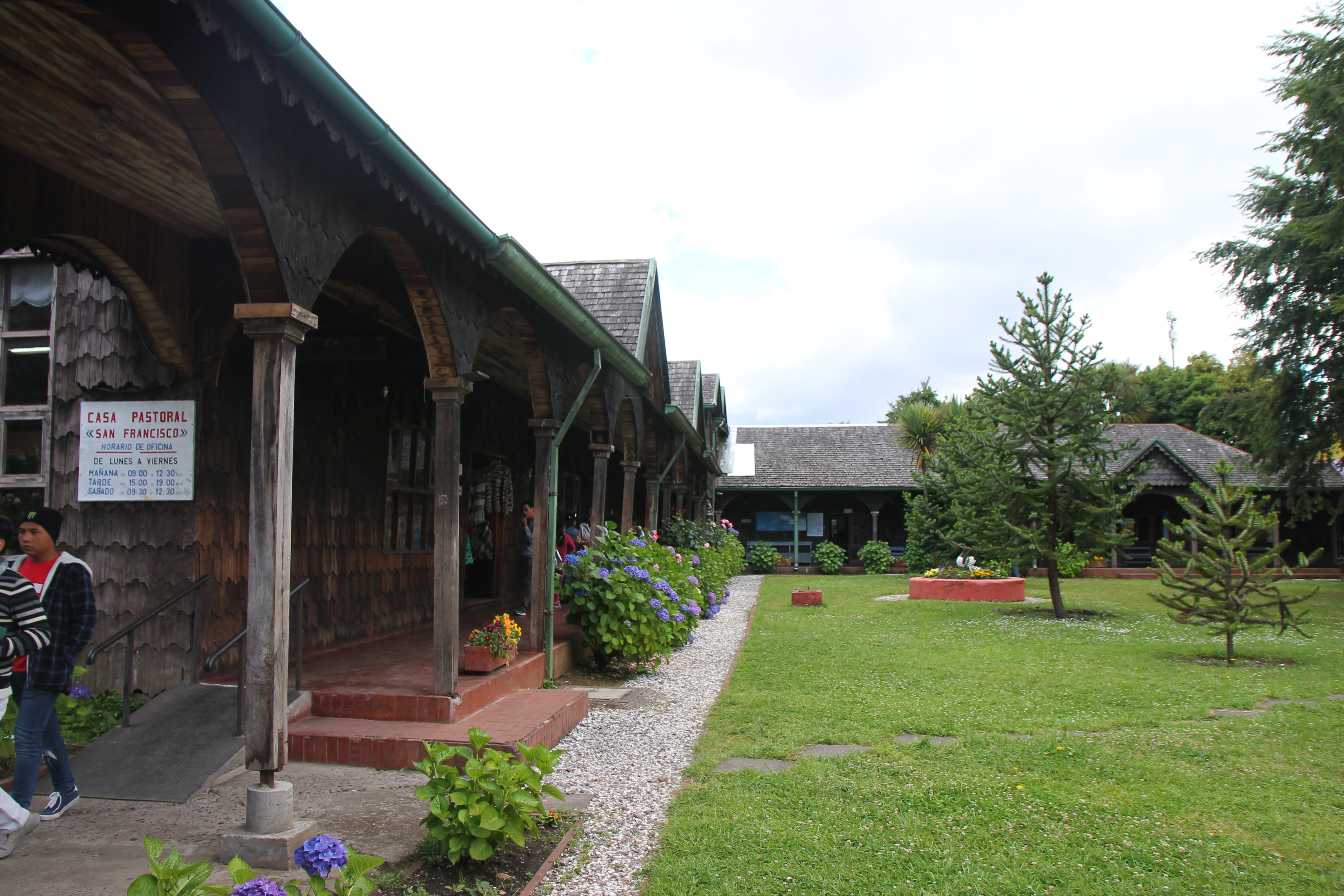
Zahrada u kostela sv. Františka
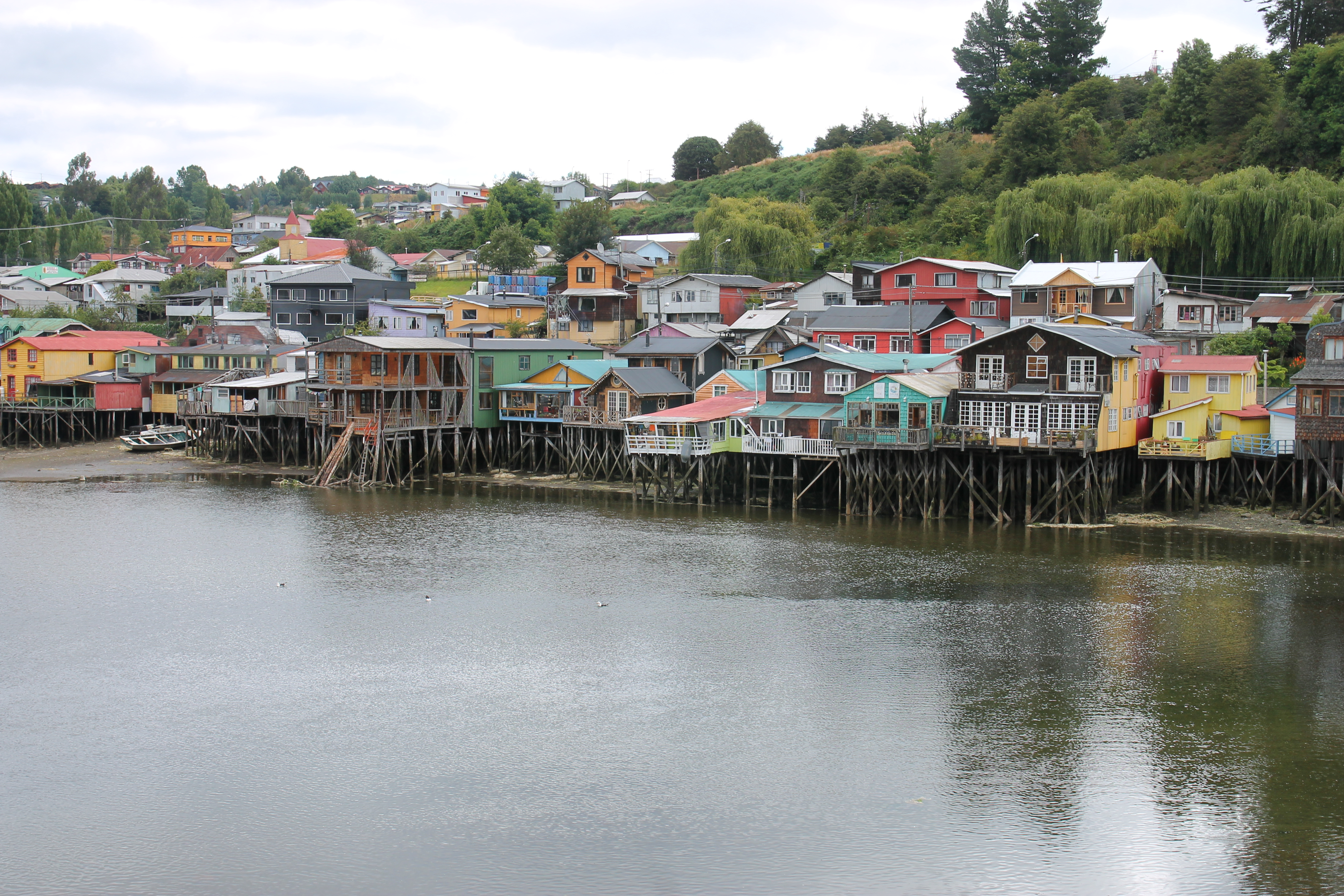
Domy na kůlech
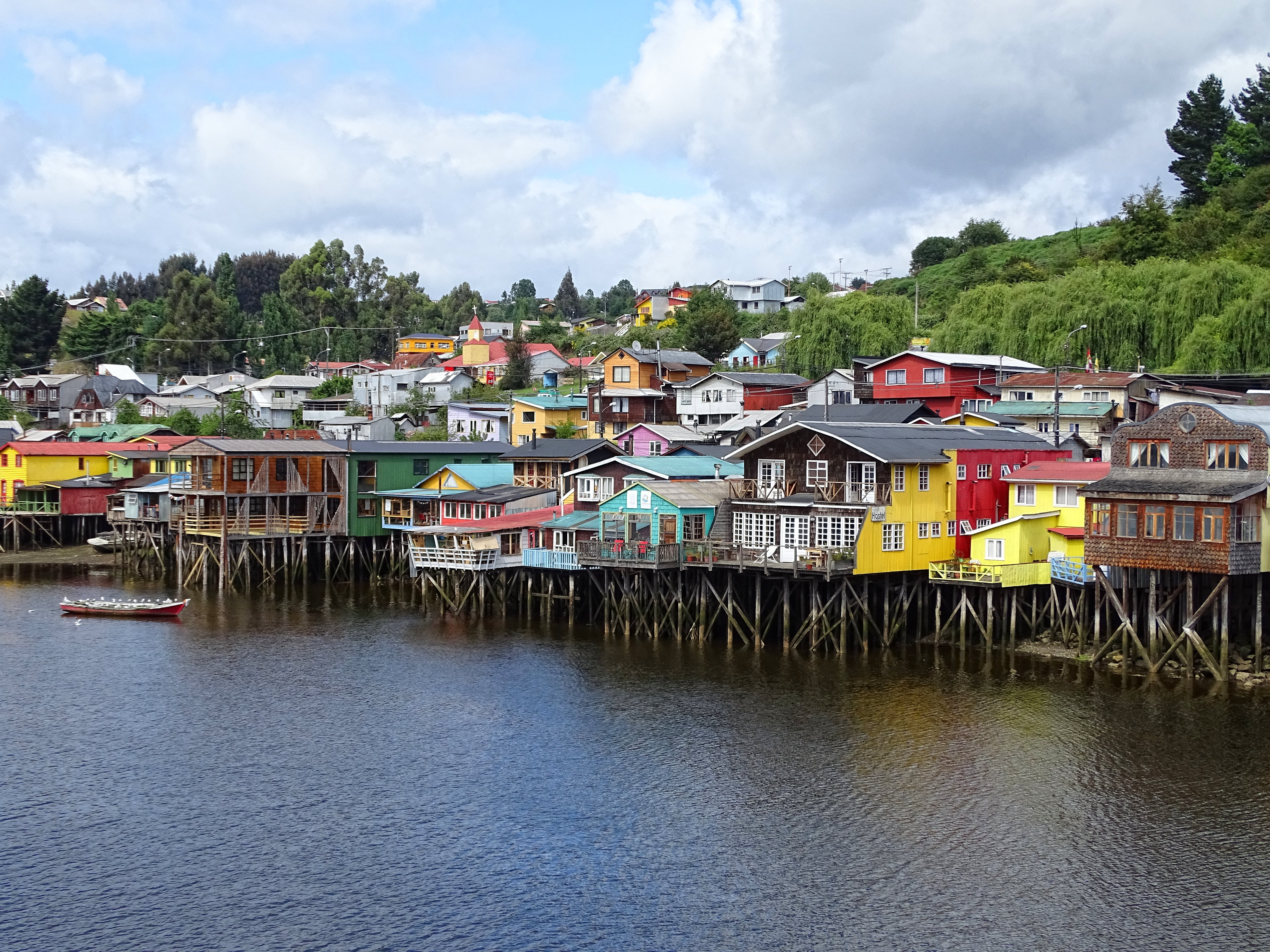
Domy na kůlech
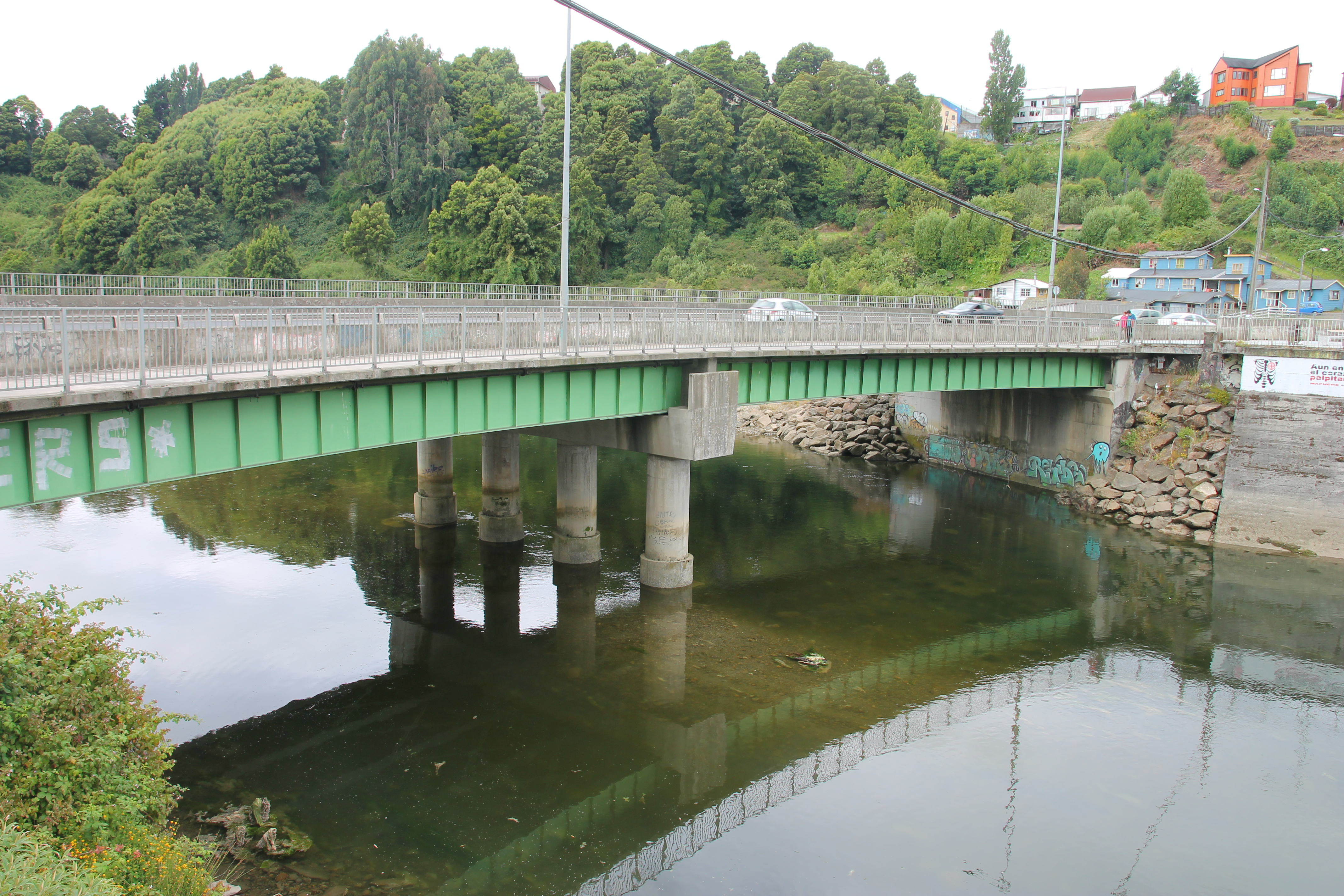
Most přes řeku Gamboa
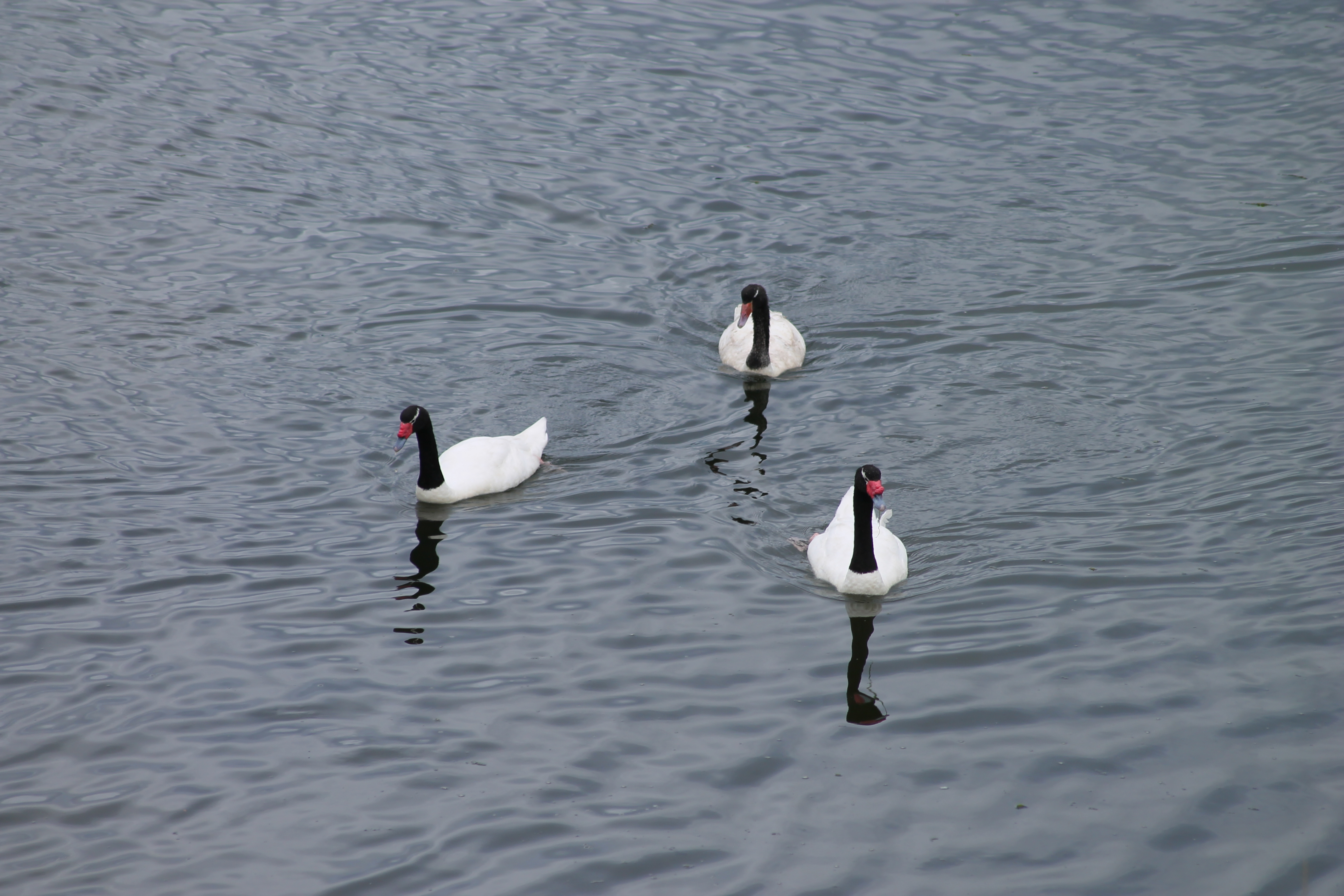
Labutě černokrké
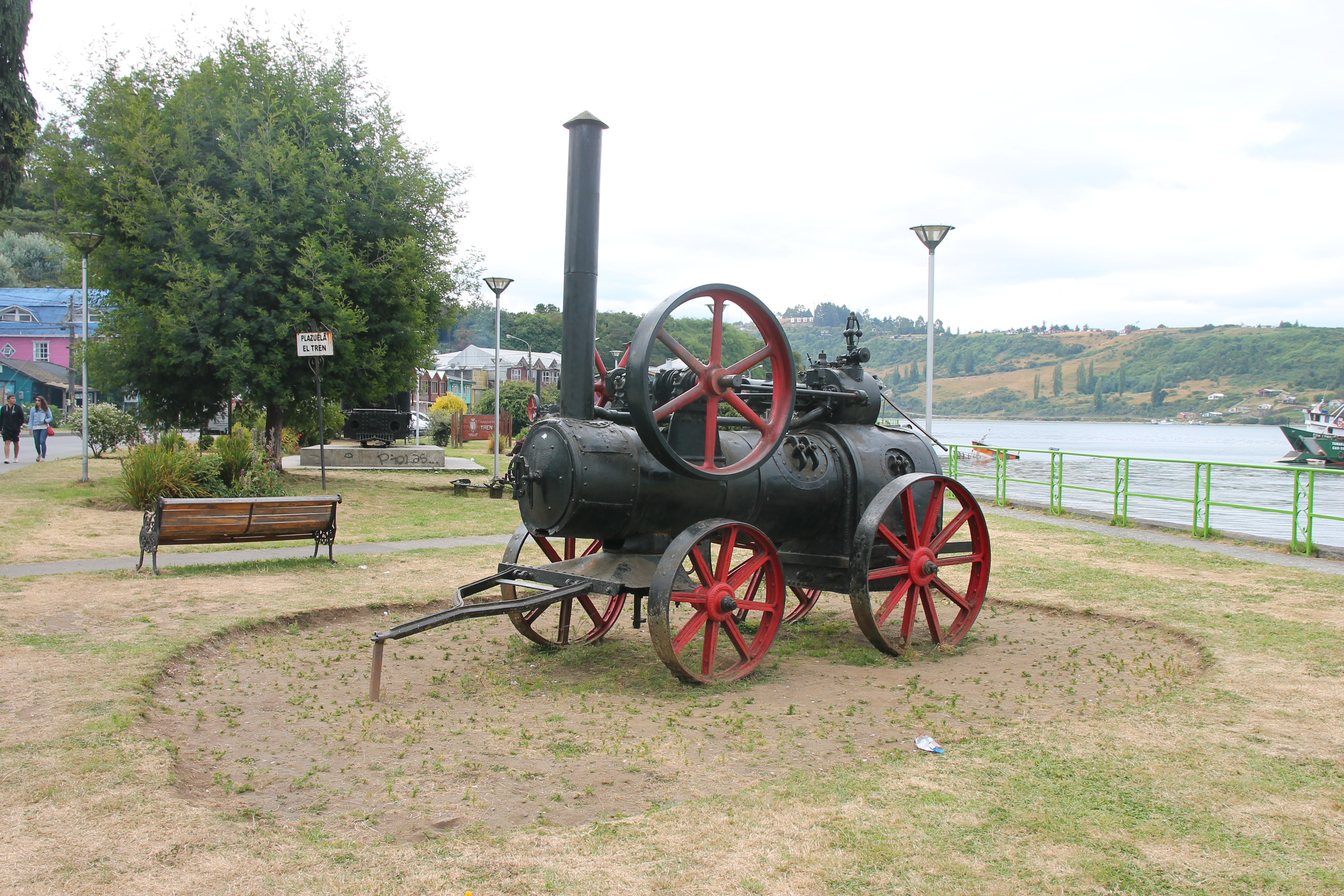
Památník železniční dopravy
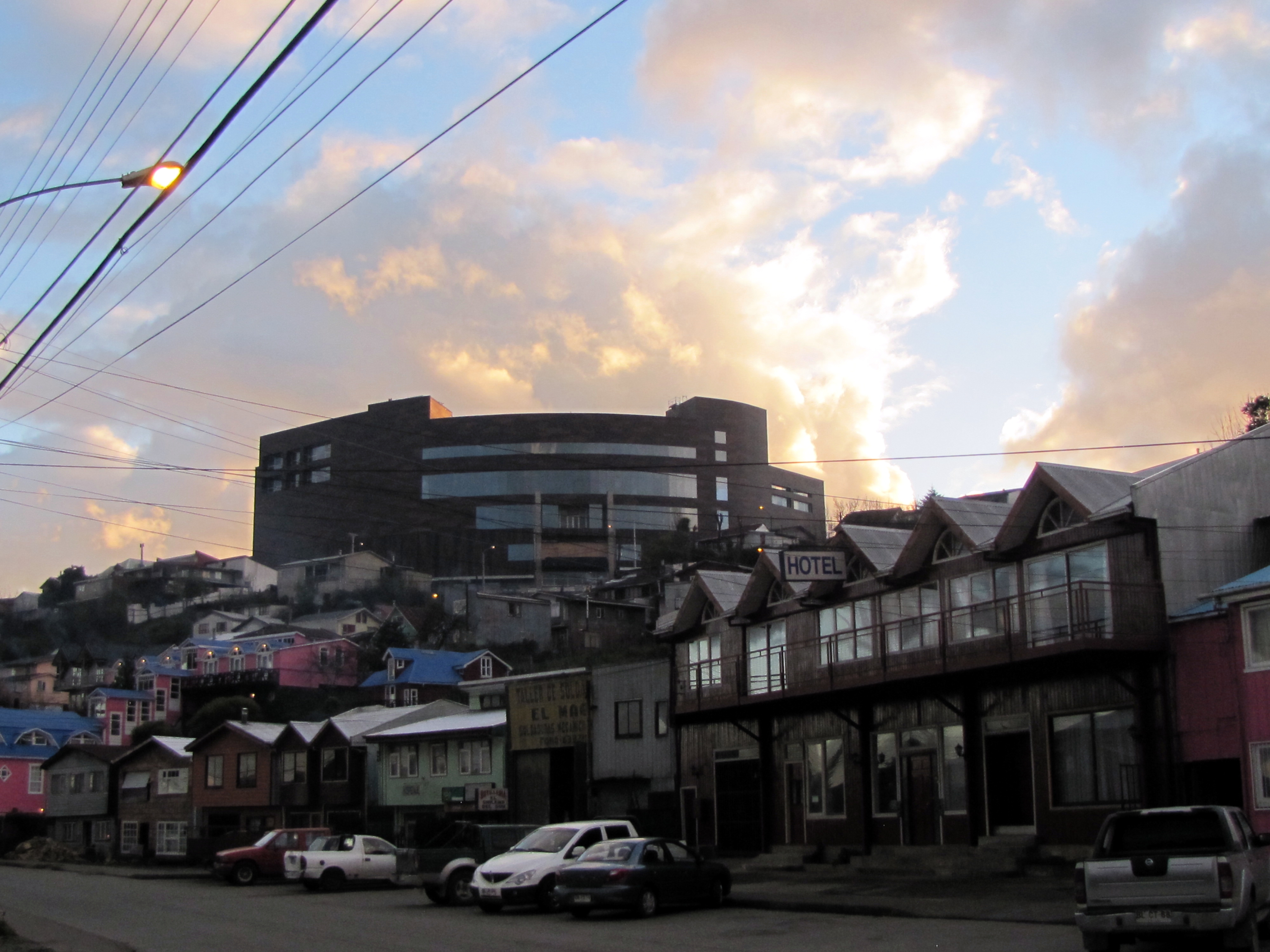
Obchodní dům Mall